# U-125 (1940)
U-125 – niemiecki okręt podwodny (U-Boot) typu IX C z okresu II wojny światowej. Okręt wszedł do służby w 1941. 

## Historia
Zamówienie na budowę U-125 zostało złożone w stoczni AG Weser w Bremie 7 sierpnia 1939. Rozpoczęcie budowy okrętu miało miejsce 10 maja 1940, wodowanie nastąpiło 10 listopada 1940. Od wejścia do służby 3 marca 1941 do 1 lipca tegoż roku pływał jako jednostka szkolna w 2. Flotylli. W czasie 7 patroli bojowych (lipiec 1941-maj 1943) zatopił 17 jednostek o łącznej pojemności 82.873 BRT, w tym kanadyjski zbiornikowiec „Calgarolite”.
13 kwietnia 1943 U-125 wypłynął	z Lorient na swój ostatni rejs. Jako część wilczego stada Fink brał udział w ataku na konwój ONS-5 (zatopił brytyjski frachtowiec). 6 maja w nocy wynurzony okręt został dostrzeżony i staranowany przez niszczyciel HMS „Oribi”. Mimo ciężkich uszkodzeń utrzymywał się na wodzie, oczekując na pomoc innych U-bootów. Po dostrzeżeniu i ostrzelaniu przez korwety eskorty: HMS „Snowflake” i HMS „Sunflower”, dowódca U-125 podjął decyzję o opuszczeniu i samozatopieniu okrętu. Dowódca eskorty konwoju Lieutenant Commander Robert Sherwood odmówił zgody na ratowanie rozbitków; zginęli wszyscy (54) członkowie załogi U-Boota.